# NIO (empresa automovilística)

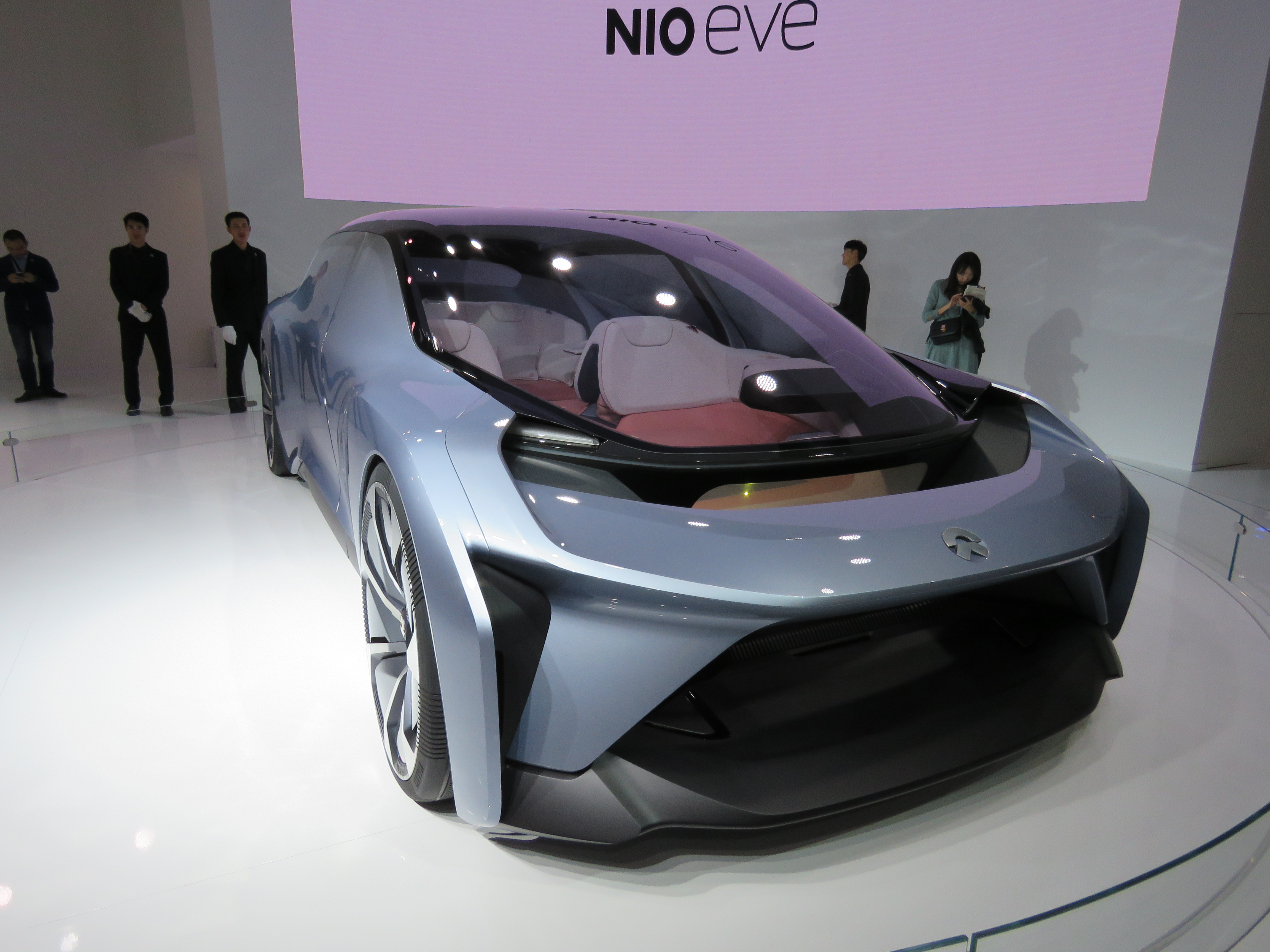
NIO Eve Concept.

NIO es una empresa multinacional  global con sede en Shanghái, China, que diseña y desarrolla vehículos eléctricos de alto rendimiento y autónomos. NIO cuenta con expertos en investigación y desarrollo y diseño de todo el mundo, con importante tecnología y experiencia en gestión de empresas líderes de automóviles y alta tecnología, con más de 7.442 empleados en sus 13 ubicaciones, siendo sus localizaciones clave Beijing, Shanghái, Múnich, San José y Londres. La compañía tiene una facturación de 1,12 billones de dólares americanos, (en 2018) y está listada en la Bolsa de Nueva York (NYSE). Está considerado el principal competidor chino de Tesla, y en los últimos años ha visto su crecimiento de negocio expandirse exponencialmente. 
En 2024, ha formalizado la creación de Onvo, su submarca de productos económicos y, a su vez de calidad.
Su marca es el patrocinador principal del NIO Formula E Team, uno de los equipos de la Fórmula E de la FIA, la primera serie de carreras de monoplazas eléctricos del mundo.

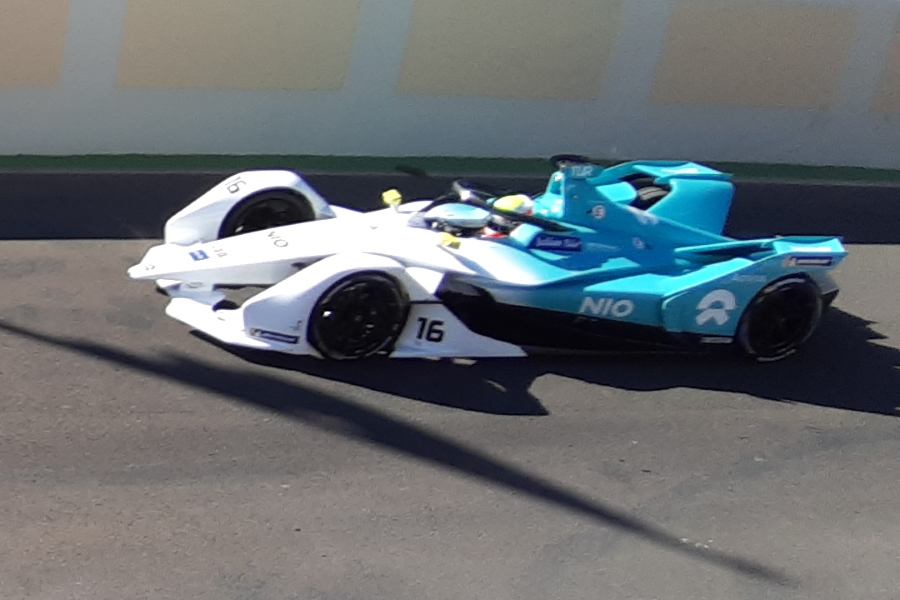
El piloto británico Oliver Turvey, pilotando en vehículo eléctrico de competición NIO Formula-E Team en Marrakesh.

## Historia

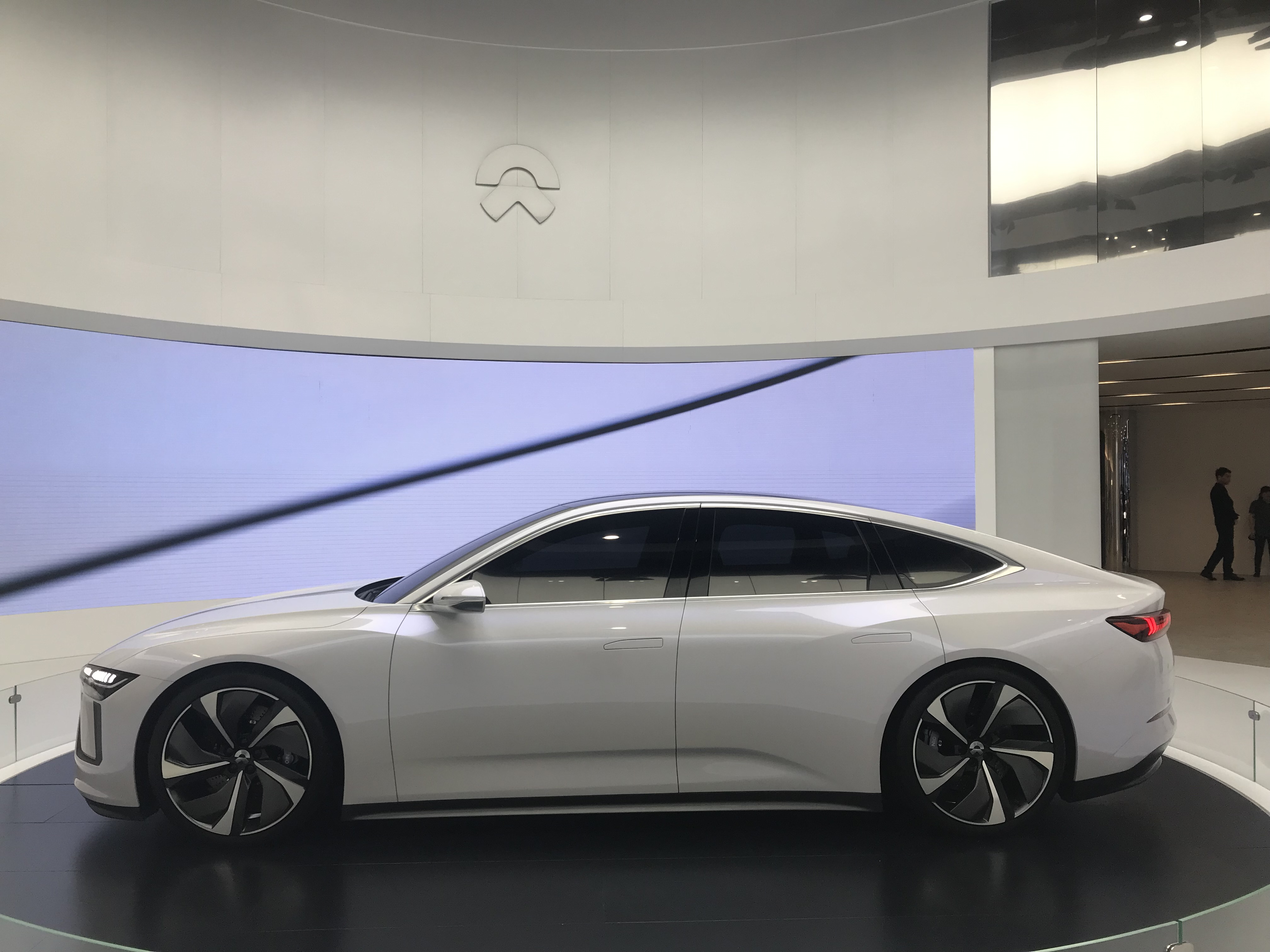
NIO ET Concept Car.

NIO fue fundado por el presidente de Bitauto y NextEV, William Li. Después del lanzamiento, varias compañías entraron para invertir, incluidas Tencent, Temasek, Baidu, Sequoia, Lenovo, TPG y otros grupos inversores de renombre mundial. Su vehículo de pista, el NIO EP9, debutó el mismo día en que se estableció la marca.
NIO fue creado por William Li con la intención de liderar el camino con vehículos autónomos, eléctricos e inteligentes, y para generar un sentimiento positivo en los propietarios de estos vehículos; también con el deseo de redefinir qué significa el servicio premium para una compañía automotriz.
En octubre de 2016, NIO anunció que el DMV de California le otorgó un permiso de prueba de vehículos autónomos y que arrancaría con pruebas en carreteras públicas bajo las pautas del programa de pruebas de vehículos autónomos, a medida que avance en su camino para llevar la autonomía al mercado automotor.

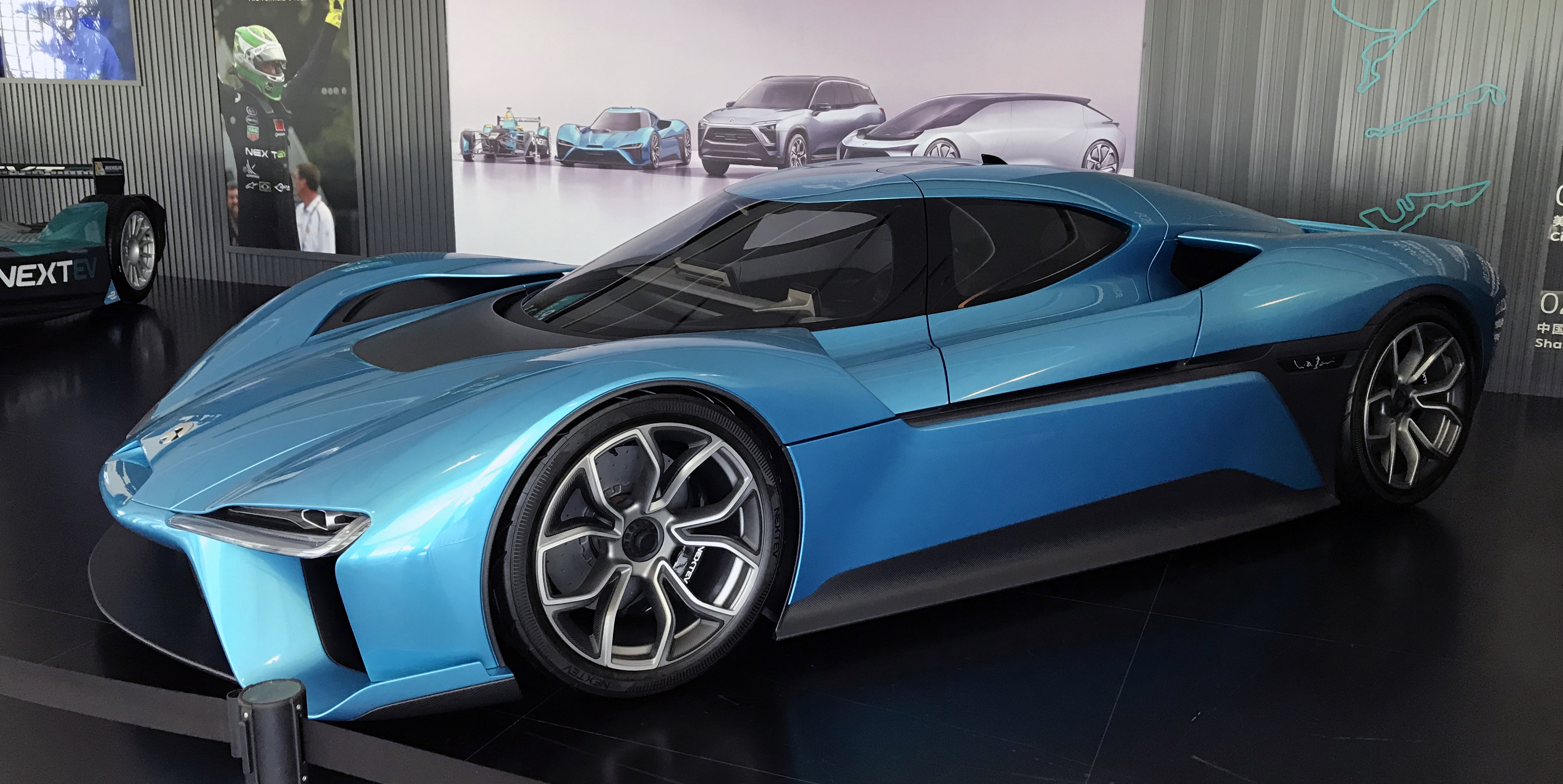
NIO EP9.

En mayo de 2018, Nio abrió su primera estación de intercambio de baterías en el distrito de Nanshan, Shenzhen, Shenzhen, provincia de Guangdong, China. apodada la "Estación de intercambio de energía". En esta estación solo estarán disponibles baterías para coches ES8.
En septiembre de 2018, la compañía presentó una oferta pública inicial de 1.800 millones de dólares estadounidenses en la Bolsa de Valores de Nueva York.
En 2020, Nio estaba al borde de la quiebra y el precio de sus acciones había caído un 62% desde su salida a bolsa.: 101  El gobierno de la ciudad de Hefei obtuvo una participación del 25% en Nio.: 101  A fines de abril de 2020, Nio anunció aproximadamente mil millones de dólares estadounidenses en nueva financiación de un grupo de inversores chinos, lo cual era necesario debido a las dificultades de la empresa para vender sus vehículos. Como parte del acuerdo, Nio transferiría activos a una nueva subsidiaria llamada Nio China, que tendrá su sede en Hefei. El gobierno de Hefei también ayudó a Nio a obtener préstamos de seis bancos locales para ayudarle a desarrollar su cadena de suministro de baterías, motores y sistemas de control.: 101  Durante el año siguiente, la producción de automóviles de la empresa aumentó un 81% y la valoración de la empresa alcanzó los 100 mil millones de dólares.: 101 
En agosto de 2020, Nio lanzó Battery as a Service (BaaS) y formó una empresa de gestión de activos de baterías en colaboración con Contemporary Amperex Technology Co. Ltd (CATL) Grupo de inversión en ciencia y tecnología de Hubei Co., Ltd. y una subsidiaria de Guotai Junan International Holdings Limited, cada uno de ellos aportará aproximadamente US$31,6 millones (CN¥200 millones) a la empresa, lo que representa una participación del 25% cada uno. BaaS ayuda a reducir el precio de compra de los vehículos eléctricos Nio en aproximadamente un 25%.
En mayo de 2021, Nio anunció un plan de expansión y afirmó que comenzaría a entregar automóviles a Noruega en septiembre de 2021. En el tercer trimestre de 2021, Nio entregó 24.439 vehículos ES8, ES6 y EC6, un nuevo récord trimestral que representa un crecimiento del 100% año tras año. En 2021, la compañía anunció planes de expandirse a 25 países y regiones diferentes para 2025.
En agosto de 2023, Nio Capital lideró la ronda de financiación de serie A de Mavel, un proveedor de soluciones de accionamiento eléctrico. Nio anunció ese mismo mes que había sido seleccionado para proporcionar coches eléctricos a los taxis con sede en Oslo, Noruega.
El 14 de diciembre de 2023, el fundador, presidente y director ejecutivo de Nio, William Li, declaró que para hacer frente a la competencia, Nio crearía una nueva marca y describió su hoja de ruta de productos. Esta nueva marca estaría enfocada al mercado familiar. Se espera que la marca tenga solo tres modelos en todo su ciclo de vida. Esta marca también ayudará a Nio a ingresar al mercado de los 200.000 yuanes ("25.000 euros")") mercado.
En diciembre de 2023, Nio obtuvo la calificación de producción para automóviles y anunció la adquisición de las fábricas del Grupo JAC que fabrican vehículos Nio, por un precio de 3.200 millones de yuanes, lo que marca el final del negocio OEM de JAC para Nio.

## Modelos

### Modelos de producción

#### NIO EP9
El NIO EP9 es un superdeportivo de dos plazas con motor eléctrico, fabricado por NIO y su homólogo de la Fórmula E. Debutó en la Galería Saatchi en Londres, Inglaterra. El automóvil está propulsado por cuatro motores eléctricos que entregan 335.25 CV (250 kW) y 340 CV (PS) para un total de 1.341 CV (1.000 kW; 1.360 CV), y los cuatro están impulsados por cuatro transmisiones independientes, convirtiéndolo en un vehículo todoterreno.
Los seis EP9 se fabricaron para los inversores de NIO. En abril de 2017, NIO anunció que produciría 10 EP9 extra para pedidos anticipados al público por US$ 1,48 millones.

#### Especificaciones

##### Carrocería
Es un vehículo SUV de 7 plazas con una longitud de 4978 mm y una batalla de 3010 mm. De serie dispone de tracción a las cuatro ruedas AWD y suspensión activa neumática.
La carrocería es de aluminio en su totalidad. Pesa 2460 kg.

##### Batería y recarga
Dispone de un paquete de baterías de iones de litio de 70 kWh refrigerado por líquido. Está formado por baterías cuadradas con una vida de 2000 ciclos de recarga. Puede ser cambiado por otro en 3 minutos.
Una furgoneta de asistencia puede recargar la batería en 10 minutos lo suficiente para continuar circulando 100 km.
La autonomía NEDC es de 355 km.
Para 2020 NIO espera haber construido 1100 estaciones de intercambio de baterías y haber desplegado 1200 furgonetas de asistencia para la recarga.

##### Prestaciones
Tiene dos motores eléctricos de 240 kW (326 CV) que suman 480 kW (653 CV). El par máximo es de 840 N·m.
Acelera de 0 a 100 km/h en 4,4 segundos. La velocidad máxima es de 180 km/h.
El coeficiente aerodinámico es de 0,29.

##### Comodidad
Su sistema inteligente de calidad del aire incluye un filtro de carbón activado HEPA y un generador de iones negativos.
El sistema NIO PILOT dispone de 23 sensores, entre los que hay una cámara trifoco frontal, cuatro cámaras exteriores, 5 radares milimétricos, 12 sensores ultrasónicos y una cámara para monitorizar al conductor.
Dispone del asistente de inteligencia artificial NOMI que aprende de los gustos de los usuarios.

#### NIO ES6

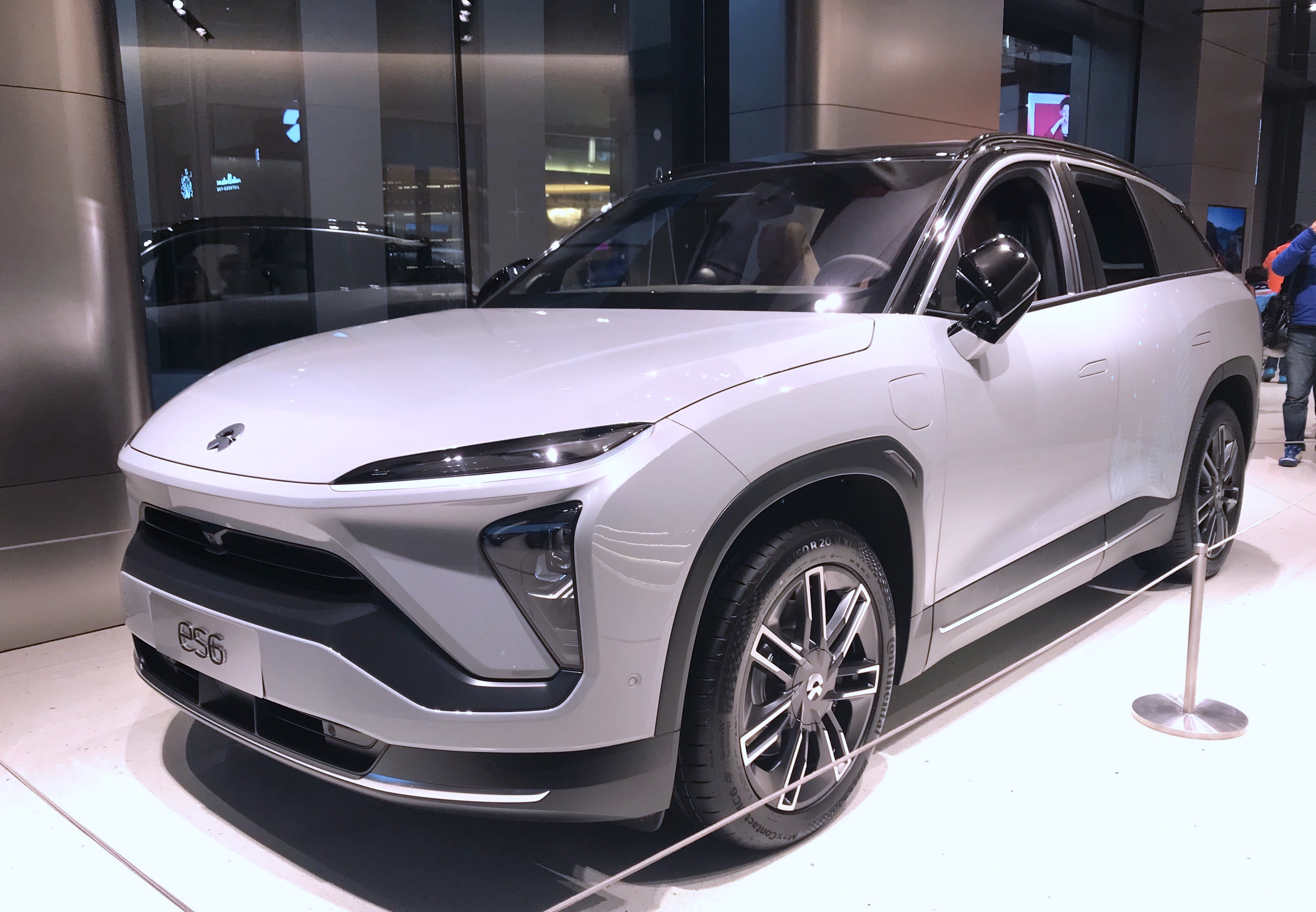
NIO ES6

### Prototipos

#### NIO Eve
NIO EVE es un vehículo conceptual presentado en SXSW 2017. El prototipo está diseñado como vehículo autónomo, pero puede ser manejado manualmente. NIO asegura que el auto entrará en producción en 2020.

## Tecnologías

### NOMI
NOMI es un compañero digital de inteligencia artificial que siempre aprende de los intereses e información de los tripulantes para satisfacer sus necesidades. El dispositivo se encuentra en la parte delantera y trasera. Este sistema se utiliza en el prototipo Eve de NIO, que se dice que entrará en producción en 2020.

## Competición

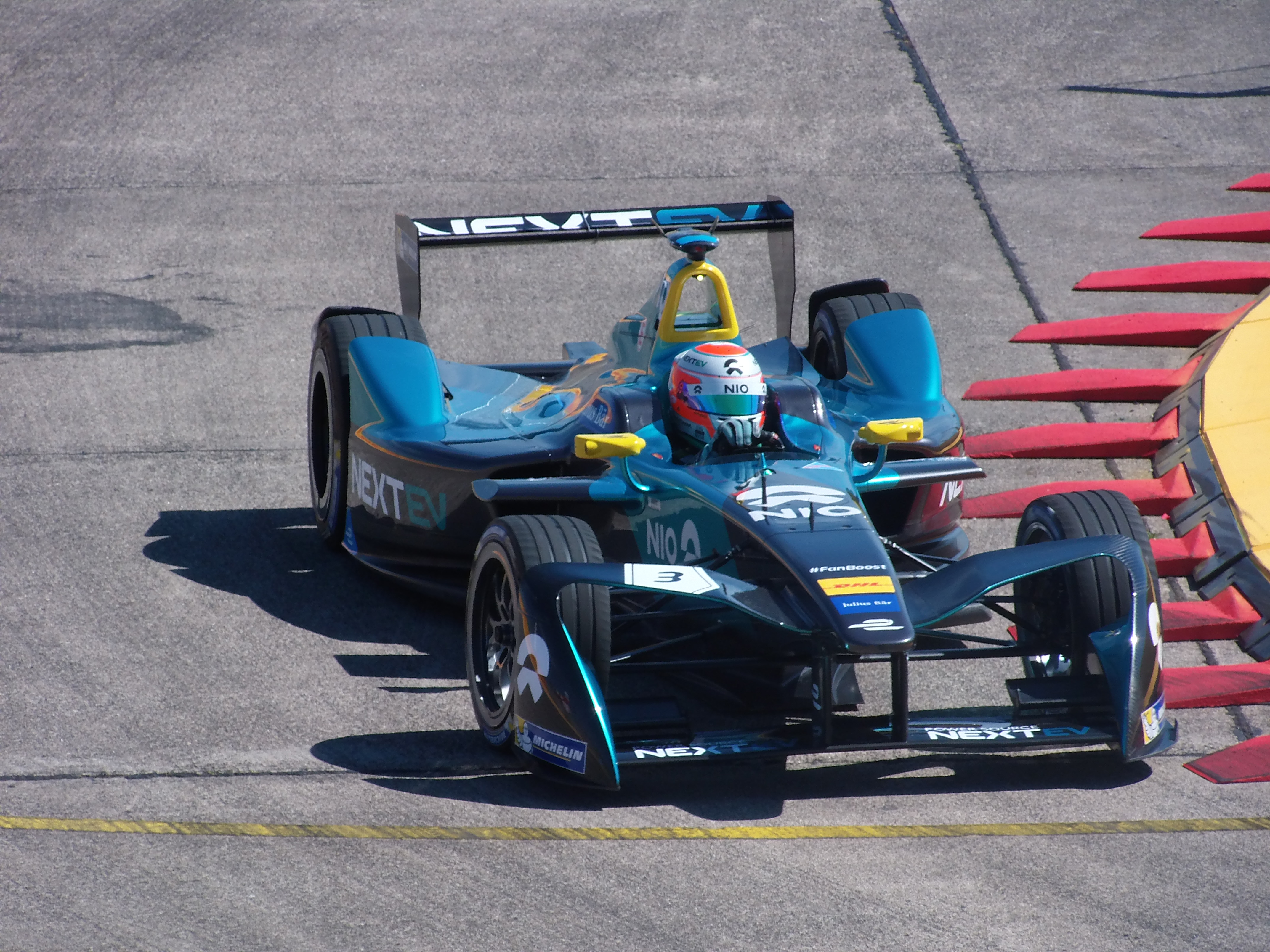
Nelson Piquet Jr. en el Spark-NEXTEV en el Berlín ePrix de 2017.

Actualmente NIO participa en el campeonato de Fórmula E con su homólogo NIO Formula E Team. Desde la temporada inaugural de la serie hasta el presente, no ha ganado ningún Campeonato de Equipos, pero ganó un Campeonato de Pilotos y dos carreras, el Long Beach ePrix 2015 y el ePrix 2015 de Moscú, ambos carreras de la temporada 2014-2015 de Fórmula E.

## Registros mundiales
NIO estableció un total de 5 registros en su EP9 de solo pista para la vuelta más rápida para un automóvil eléctrico en las pistas de Nürburgring Nordschleife, Circuit Paul Ricard, Circuito de las Américas y Circuito Internacional de Shanghái.